# Ije
И (И, и) este o literă a alfabetului chirilic. Corespondentul său în limba română este I (I, i).